# Mindszent tér
A Mindszent tér Miskolc belvárosának egyik tere. Szabálytalan háromszög alakú. Itt áll a Mindszenti templom, a International Trade Center, a megyei Egészségbiztosítási Pénztár, a MÁV miskolci igazgatóságának épülete és a Szabó Lőrinc Könyvtár.

## Története
Mindszent Miskolc melletti önálló település volt a középkorban, majd több évtizeden át tartó kezdeményezések után 1880-ban egyesült Miskolccal. Temploma és kórháza már a 15. századból ismert, ennek a helyén épült a mai, kéttornyú, barokk Mindszenti templom a 18. században. A mai Mindszent tér a falu piactere volt, a ma is látható ún. Csupros Mária-szobor onnan kapta a nevét, hogy a piacon a tejes kofák ennek a barokk Szűz Mária-szobornak a talapzatára tették le csupraikat. A Szemere utca és a Mindszent tér sarkán áll a görögkatolikus püspökségnek épített kétemeletes, neobarokk püspöki palota, amit Blau Gyula építész tervezett, és 1890-ben épült fel. Ma a Magyar Államvasutak igazgatóságának ad otthont.
A barokk templom és a neobarokk MÁV-igazgatóság mellett két modern stílusú épület áll a téren. A ma International Trade Center (ITC) néven ismert épület a szocializmus idején az MSZMP pártszékházaként funkcionált, azután több célra is megpróbálták hasznosítani – évekig a Miskolci Bölcsész Egyesület használta, fodrász, kínai étterem, bank is működött benne, és sokáig a Városi Televízió épületének szánták –, jelenleg konferencia-központként működik és különféle rendezvényeknek ad otthont.
A mellette álló épületet 1959–1962 között építették Vass Antal tervei alapján SZOT-székházként. A székházban kapott helyet később a Rónai Sándor Megyei Művelődési Központ.
Mindszent városrész nevét később nem használták, Miskolc I. kerületének részeként csak belvárosnak nevezték. A tér mai nevét a rendszerváltás óta viseli, korábban Magyar–Szovjet Barátság tér volt a neve, amit gyakran MSZB térnek rövidítettek, de a városi szlengben elterjedt volt a „Szentháromság tér” is, ami a teret körülvevő három „nagyhatalomra” – a pártszékházra, a templomra és a szakszervezeti központra  utalt. A huszadik század elején Szent Imre herceg tér volt a neve. (Szent Imre nevét Miskolc Újdiósgyőr városrészében egy tér és a rajta álló Újdiósgyőri római katolikus templom is viseli.) 

## Közlekedés
A Mindszent tér az egykori 2-es villamos-mellékvonal végállomása volt 1908-ig, majd egyik állomása a vonal 1960-as megszüntetéséig. Jelenleg nincs tömegközlekedési eszköznek megállója a téren, csak a közelében.

## Képek

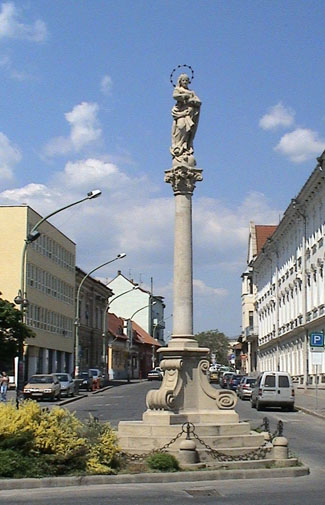
A Csupros Mária-szobor a tér közepén
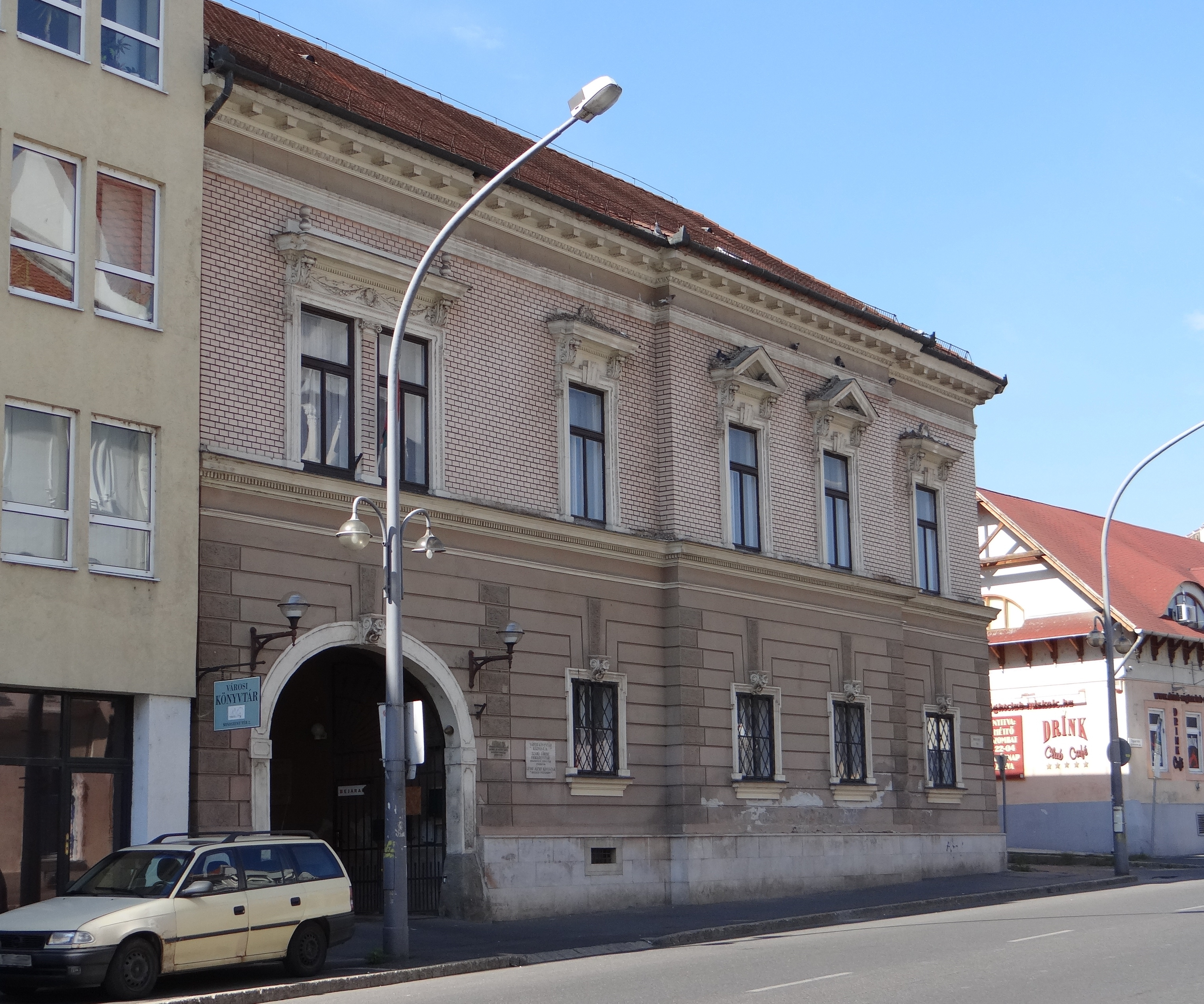
A Szabó Lőrinc Könyvtár, az egykori Doleshall-kúria
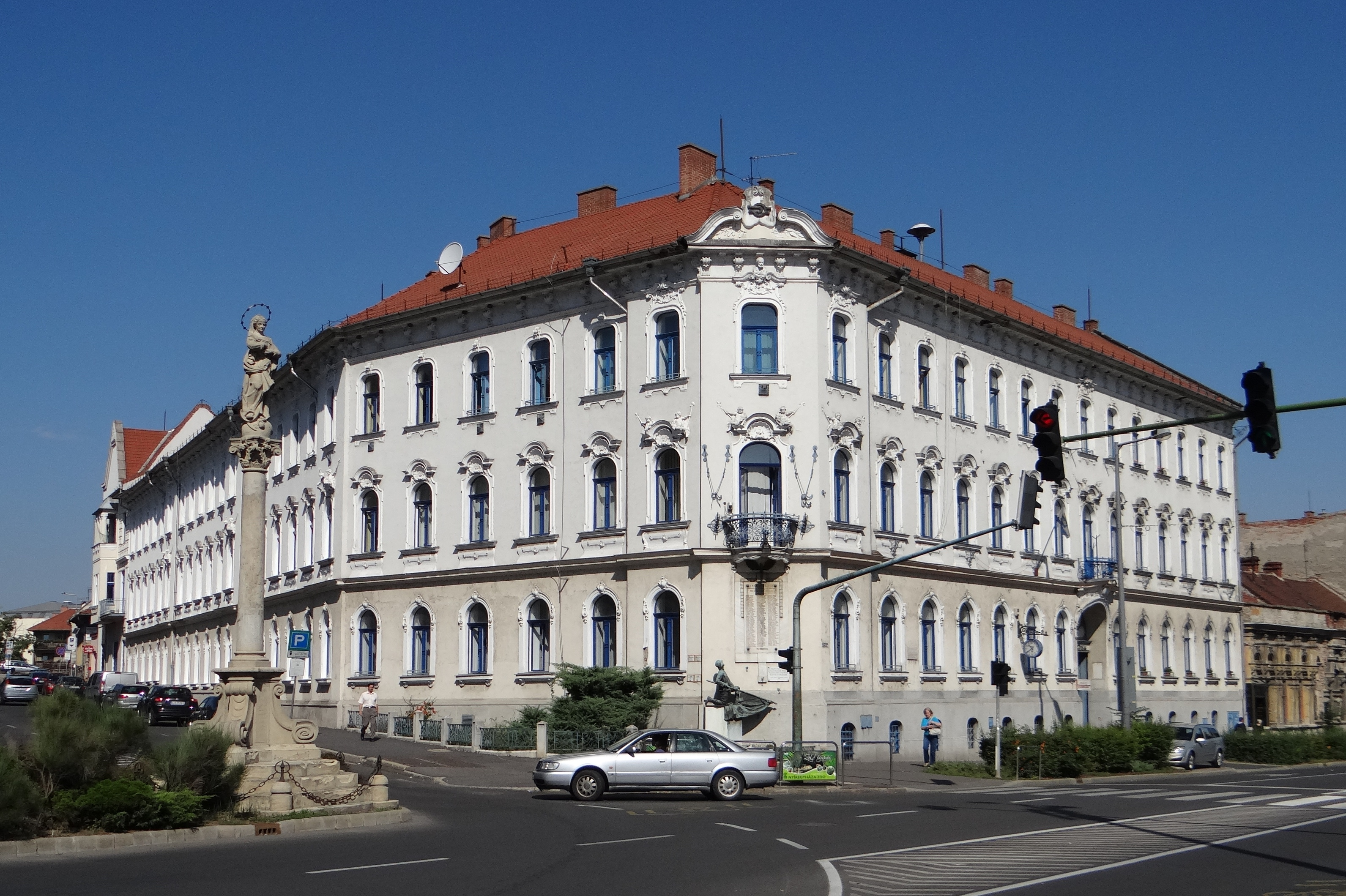
A MÁV igazgatóság épülete
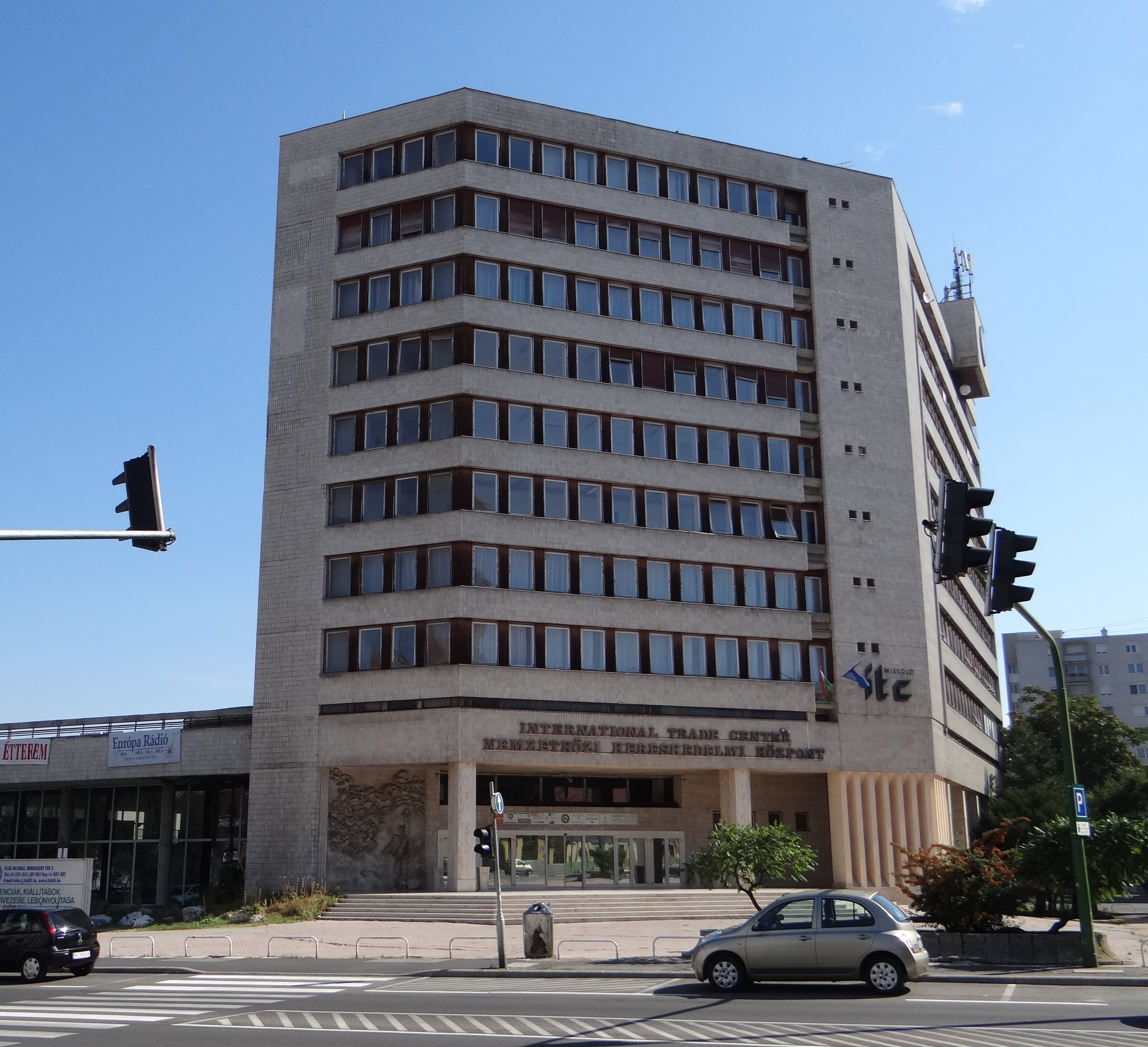
Az ITC
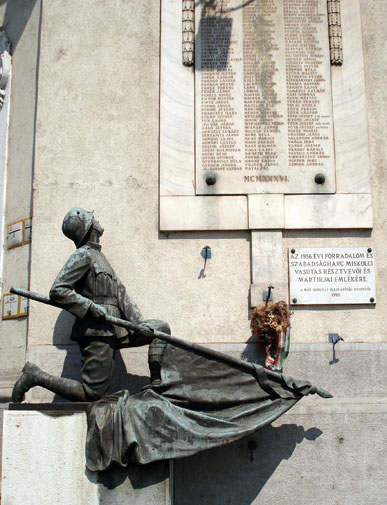
I. világháborús emlékmű a MÁV Igazgatóság épülete előtt